# Kurvigkeit

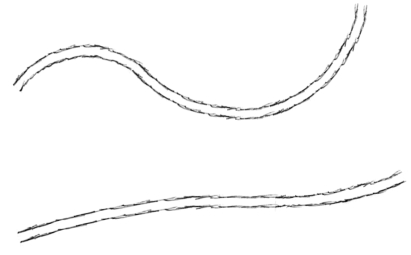
Die obere Strecke besitzt eine höhere Kurvigkeit als die darunterliegende, kann sich schwierigem Gelände jedoch besser anpassen.

Die Kurvigkeit einer Straße beschreibt ein Verhältnis aus den Winkeländerungen einer Trasse bezogen auf ihre Länge. Dieses Verhältnis wird bei der Planung von Straßen verwendet und ist Bestandteil bei der Berechnung der Verkehrsqualität. Zweistreifige Straßen, die eine hohe Kurvigkeit besitzen, erschweren es den Verkehrsteilnehmern Überholvorgänge durchzuführen. Deshalb versucht man so weit wie möglich auf kleine Radien bei der Linienführung zu verzichten oder ordnet Zusatzfahrstreifen an und ermöglicht so das Überholen.

## Berechnung
Die Kurvigkeit berechnet sich wie folgt:
{\displaystyle KU={\frac {\Sigma |\gamma _{\mathrm {i} }|}{L}}}
KU = Kurvigkeit (gon/km), γ = Winkeländerung der Trasse (gon), L = Länge der Trasse (km)
Bei der Planung von neuen Straßen versucht man ein optimales Verhältnis von geringer Kurvigkeit und einem dem Gelände angepassten Verlauf der Trasse zu finden. Strecken ohne Kurvigkeit sind in Deutschland aufgrund der dichten Bebauung und den geographischen Gegebenheiten nicht zu finden. Lange gerade Straßenabschnitte, wie sie in den Vereinigten Staaten oder in Australien zu finden sind, werden von den Richtlinien für die Anlage von Landstraßen (RAL) nicht zugelassen. In diesem Fall ersetzt man die gerade Strecke durch die Aneinanderreihung von großen Radien.